# Цой Фирму
Цой Фирму, другой вариант — Цой Фир Му (1916 года, Дальневосточный край — дата смерти неизвестна) — комбайнёр Уш-Тобинской МТС Каратальского района Талды-Курганской области, Казахская ССР. Герой Социалистического Труда (1950).

## Биография
Родился в 1916 году в крестьянской семье в корейской деревне Дальневосточного края. В 1937 году депортирован в Казахскую ССР. Был определён на спецпоселение в Каратальский район, где совместно с другими корейскими поселенцами основал колхоз «Первая точка» (позднее — «Дальний Восток») Каратальского района. Позднее трудился механизатором в Уш-Тобинской МТС.
Указом Президиума Верховного Совета СССР от 23 июня 1950 года удостоен звания Героя Социалистического Труда с вручением ордена Ленина и золотой медали «Серп и Молот».
Проживал в совхозе «Уш-Тобинский». Воспитал восьмерых детей.
Дата смерти не установлена (предположительно после 1990 года).